# Ernest Desjardins
Pour les articles homonymes, voir Desjardins et Ernest Desjardins (homonymie).
Antoine Émile Ernest Desjardins (nom d'état civil), né le 30 septembre 1823 à Noisy-sur-Oise (ancien département de Seine-et-Oise), mort dans le 16e arrondissement de Paris le 22 octobre 1886, est un géographe et historien épigraphiste français.

## Biographie
Ernest est le fils de Jacques Guillaume Desjardins, chef de bureau au ministère de la Guerre, et de Catherine Abel Justine Beffroy de Reigny, fille du journaliste surnommé Le Cousin-Jacques ; il a un frère ainé, Abel, qui devient historien et professeur d'université, et une sœur, Rose. Il fait ses études à Paris au collège Saint-Louis, puis au collège Bourbon. Reçu licencié, il commence une carrière dans l'enseignement.
En 1845, il est chargé d'enseigner l'histoire au collège d'Angers ; deux ans après, il est envoyé au collège de Dijon où il fait la connaissance de Charles Tissot. De 1850 à 1851, il enseigne successivement aux lycées d'Alençon et de Mâcon.
Au cours d'une première mission en Italie, en 1852, il étudie Parme et les ruines de Véléia.
En 1855, il est reçu docteur ès lettres à la Faculté des Lettres de Paris où il présente deux thèses, l'une géographique, Essai sur la topographie du Latium, l'autre épigraphique, De tabulis alimentariis.
Élève favori de Léon Renier, il fait partie du cercle de savants groupé autour de madame Cornu, sœur de lait de l'empereur Napoléon III.

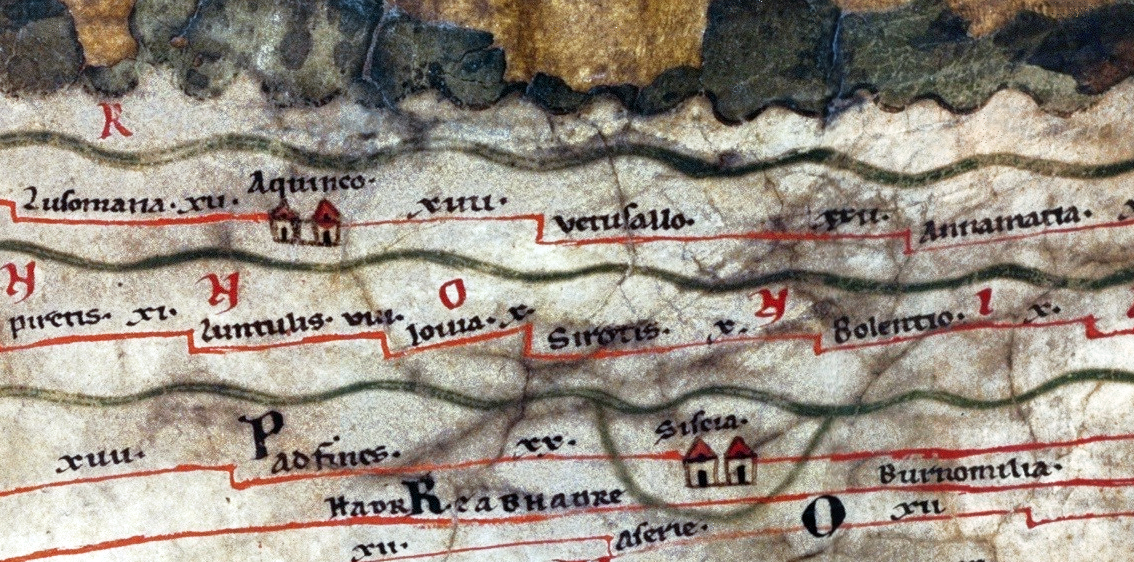
Extrait de la Table de Peutinger, à la Bibliothèque nationale d'Autriche.

En 1856, il est nommé professeur d'histoire au lycée Bonaparte.
De 1856 à 1871, il reçoit une dizaine de missions archéologiques : six en Italie ; en Égypte, dont le voyage le met en rapport avec Mariette, qui fait de lui le confident de ses travaux, et avec lequel il entretient une correspondance suivie ; en Provence où il étudie la campagne de Marius, en Valachie et en Bulgarie où il pratique des fouilles et approfondit la géographie comparée des bouches du Danube ; à Vienne et à Pesth afin de préparer une édition définitive de la Table de Peutinger (qui parait en 1869) et la publication des monuments épigraphiques du musée hongrois.
Le 19 février 1859, il épouse à Paris Pauline Marie Cécile Picot (âgée de 45 ans au décès de son époux), fille de François Isidore Picot, notaire, avec qui il a trois enfants : Louis Paul Abel le 22 novembre 1859, Louise en 1862 et Abel Émile Ernest le 2 septembre 1870.
Ernest Desjardins a connu Bartolomeo Borghesi, épigraphiste italien renommé, sur son rocher de Saint-Marin et a souvent exprimé son admiration envers lui dans son enseignement et ses écrits. Il conseille à Napoléon III d'acquérir les papiers inédits de Borghesi à sa mort, survenue le 16 avril 1860, afin de les faire publier aux frais de l'État. Il conclut l'acquisition des papiers en 1860, au prix de 30 000 francs payés aux héritiers de l'érudit. En tant que secrétaire de la commission de publication des œuvres de Borghesi, dont Léon Renier est le président, il travaille activement à cette publication, en même temps qu'il écrit une biographie de Borghesi et dresse la bibliographie de ses travaux.
En 1861, une nouvelle chaire de géographie est créée pour lui à l'École normale supérieure ; il y professe pendant 25 ans la géographie ancienne et moderne, l'histoire ancienne de l'Orient et les institutions romaines. À partir de 1874, il enseigne l'épigraphie et les antiquités romaines à l'École pratique des hautes études.
En 1875, il est élu membre ordinaire  de l'Académie des inscriptions et belles-lettres.
En 1882, il supplée son maître Léon Renier à la chaire d'épigraphie et d'antiquités romaines du Collège de France ; il en devient le titulaire en 1886.

## Publications
- [1852] Atlas géographique de l'Italie ancienne, composé de sept cartes et d'un dictionnaire de tous les noms qui y sont contenus, Paris, libr. L. Hachette et Cie, 1852, pl. + 50, sur books.google.fr (lire en ligne).
- [1854] Essai sur la topographie du Latium (thèse pour le doctorat, présentée à la Faculté des lettres de Paris), Arthus Durand, 1854, 276 p., sur archive.org (lire en ligne).
- De Tabulis alimentariis, disputationem historicam Facultati litterarum Parisiensi proponebat, Paris 1854, A. Durand
- [1855] Voyage d'Horace à Brindes (Satires, I, 5), dissertation géographique, Mâcon, impr. Émile Protat, 1855, sur archive.org (lire en ligne).
- Parme, les antiquités, le Corrège, la table alimentaire, Mâcon 1856, impr. de E. Protat
- [1858] Le Pérou avant la conquête espagnole, d'après les principaux historiens originaux et quelques documents inédits sur les antiquités de ce pays, Paris, éd. Arthus Bertrand, 1858, sur archive.org (lire en ligne).
- Deuxième mission en Italie. Veleia. Rome., Paris 1858, P. Dupont

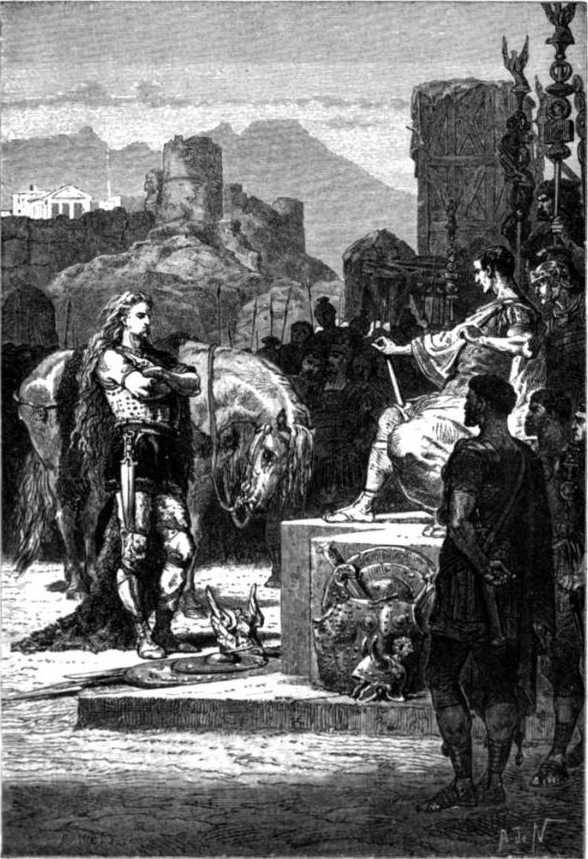
Vercingétorix se rend à César.

- [1859] Alésia (7e campagne de Jules César) (résumé du débat, réponse à l'article de la revue des Deux-Mondes du 1er mai 1858), Paris, libr. Didier et Cie, 1859, 168 p., sur books.google.fr (lire en ligne).
- [1861] Le grand Corneille historien, Paris, éd. Didier, 1861, sur archive.org (lire en ligne).
- Du Patriotisme dans les arts, réponse à M. Vitet sur le musée Napoléon III, Paris 1862, E. Dentu
- Aperçu historique sur les embouchures du Rhône. Travaux anciens et modernes. Fosses Mariennes. Canal du Bas-Rhône, Paris, C. Lahure, 1866
- Le Recensement de Quirinius, Paris 1867 (extrait de la « Revue des questions historiques »), V. Palmé
- Lettre à M. Henzen sur quelques inscriptions inédites de Valachie et de Bulgarie, provinces de Dacie, de Mésie et de Scythie, Rome, impr. Tibérine 1868
- Guide pour une excursion dans l'Égypte ancienne et moderne et au canal de Suez, Paris, Lanée, 1869
- [1869] La Table de Peutinger, d'après l'original conservé à Vienne, Paris, libr. Hachette, 1869, sur books.google.fr (lire en ligne).
- [1869] Géographie de la Gaule d'après la Table de Peutinger, Paris, libr. L. Hachette, 1869, LXXXIX-480 p., sur gallica (lire en ligne).
- Rhône et Danube. Nouvelles observations sur les Fosses-Mariennes et le canal du Bas-Rhône, port des Fosses-Mariennes, camp de Marius, réponse aux objections. Embouchures du Danube comparées à celles du Rhône. Projet de canalisation maritime du Bas-Danube, Paris 1870, A. Durand, Pedone-Lauriel

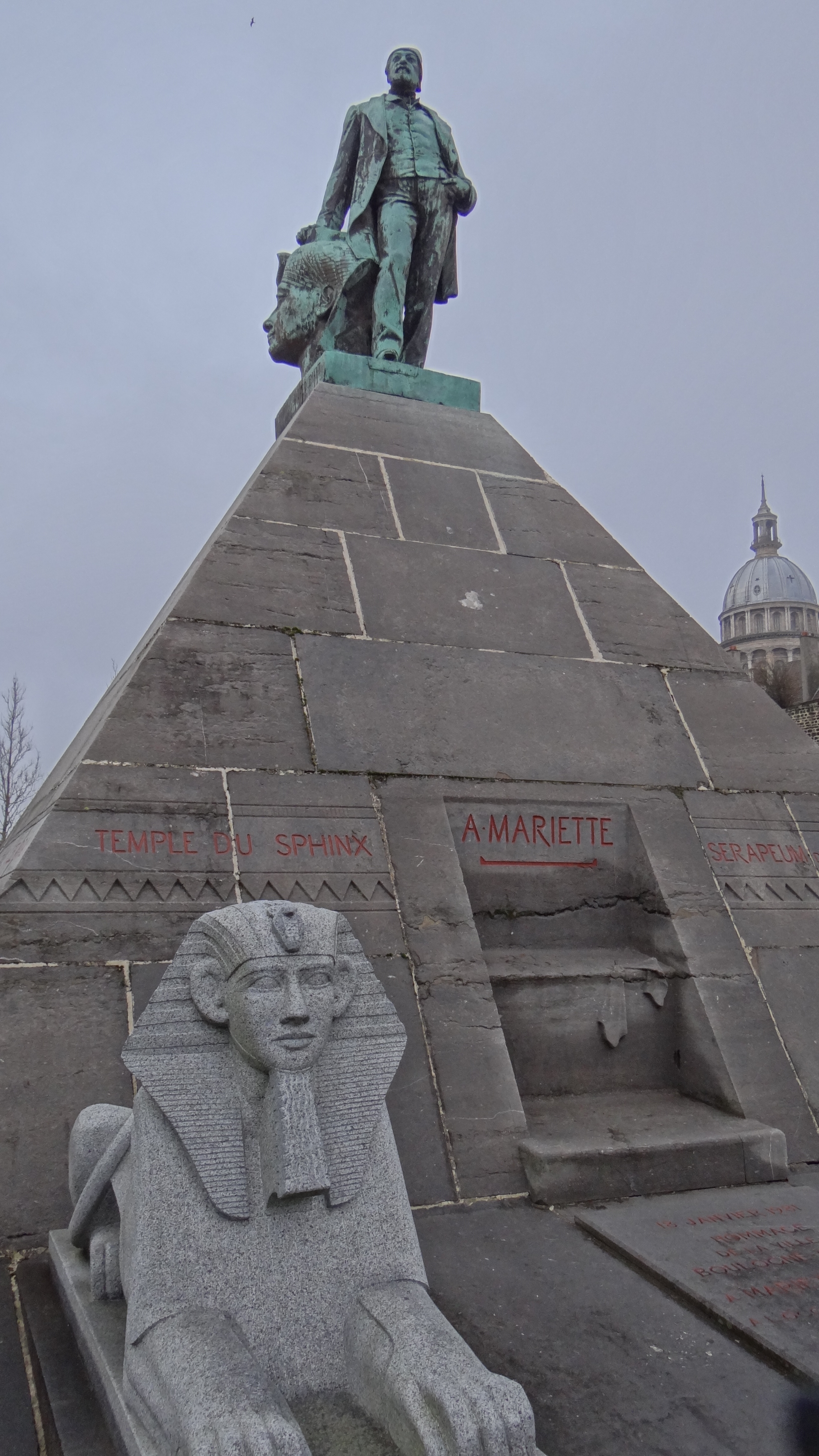
La pyramide Mariette-Pacha, à Boulogne-sur-Mer.

- [1873] Notice sur les monuments épigraphiques de Bavai et du musée de Douai, inscriptions, cachets d'oculistes, empreintes de potiers, voies romaines (Mémoires de la Société d'agriculture, sciences et arts de Douai, tome= 11, 2e série), Douai / Paris, libr. L. Crépin / libr. J.B. Dumoulin, 1873, pl. + 181, sur archive.org (lire en ligne).
- Géographie historique et administrative de la Gaule romaine, 3 tomes
  - [1876] Géographie historique et administrative de la Gaule romaine, t. 1 : Introduction et géographie physique comparée époque romaine - époque actuelle, Paris, libr. Hachette et Cie, 18, 475 p., sur archive.org (lire en ligne).
  - [1878] Géographie historique et administrative de la Gaule romaine, t. 2 : La conquête, Paris, libr. Hachette et Cie, 1878, 748 p., sur archive.org (lire en ligne).
  - [1885] Géographie historique et administrative de la Gaule romaine, t. 3 : Organisation de la conquête : la province - la cité, Paris, libr. Hachette et Cie, 1885, 528 p., sur archive.org (lire en ligne).
- Acta musei nationalis Hungarici. Monuments épigraphiques du musée national hongrois, dessinés et expliqués, Budapest 1873, impr. de l'Université royale hongroise par les soins de Dom Flóris Rómer
- Les Onze régions d'Auguste. Quelles sont les divisions de l'Italie, inscrites sur la table de Peutinger, Revue historique, 1876 (lire en ligne)
- Desiderata du "Corpus inscriptionum latinarum" de l'Académie de Berlin. Notice pouvant servir de Ier [-Ve] supplément. Le Musée épigraphique de Pest. [Les Balles de fronde de la République. Guerre sociale, guerre servile, guerre civile.], Paris 1873-1876, F. Vieweg
- La Borne milliaire de Paris, Paris, impr. de Chaix, 1880
- Les Monuments des thermes romains de Luxeuil, Paris 1880 (extrait du Bulletin monumental de  la Société française d'archéologie, 1879-1880), Champion
- Inauguration du monument élevé à Boulogne-sur-Mer en l'honneur de l'égyptologue Auguste Mariette... le 16 juillet 1882, conférence, Boulogne-sur-Mer 1882, impr. de Simonnaire
- Tours de cartes anciens et modernes, 1888